# 折逋嘉施
折逋嘉施，后汉时河西军节度留后、吐蕃六部人，凉州土豪。乾祐年间，折逋嘉施遣使者入朝廷向隐帝刘承祐请命，刘承祐以折逋嘉施为河西节度使。后周广顺二年（952年），折逋嘉施派人到京城开封卖马，请朝廷派遣将帅官吏节度河西，枢密使王峻奏请太祖郭威起用自己的故人申师厚为河西节度使。
| 前任： 张遵古 | 河西节度使 | 繼任： 申师厚 |